# Eutetramorium
Eutetramorium (лат.) — род мелких муравьёв (Formicidae) из подсемейства Myrmicinae. Известно 3 вида.

## Распространение
Мадагаскар.

## Описание
Мелкие муравьи (длина около 5 мм). Чёрного или тёмно-бурого цвета. У E. mocquerysi королева чрезвычайно эргатоидная, у E. monticellii — крылатая. У E. parvum присутствует нормальная бескрылая королева, но есть также экземпляр, который может быть эргатоидом или интеркастом рабочего и королевы, а возможно, просто рабочим больших размеров. Самцы известны только для E. mocquerysi, где они меньше рабочих.

## Систематика
3 вида. Род относится к трибе Crematogastrini (ранее в Myrmicini). Этот небольшой род был выделен итальянским мирмекологом Карлом Эмери (1899) благодаря двум заметным, крупным, темноокрашенным мадагаскарским видам, внешне напоминающим Tetramorium. Первоначально Эмери (1912, 1914) считал, что род можно отнести к трибе Myrmecinini, но Эшмид (1905) и Уилер (1910) уже отнесли его к Tetramoriini, с чем согласился и Эмери (1915, 1924). Болтон (1976) исключил Eutetramorium из Tetramoriini по морфологическим соображениям и предварительно отнес его к Myrmicini. Это положение сохранялось до недавнего времени, когда молекулярный анализ Myrmicini, проведенный Jansen & Savolainen (2010), показал, что монофилия трибы сомнительна, и что Eutetramorium образует кладу с Huberia. Более подробный анализ ДНК Myrmicinae, проведенный Филипом С. Уордом, показал, что Eutetramorium принадлежит к эндемичной мадагаскарской кладе, которая также включает четыре других рода: Malagidris, Myrmisaraka, Royidris и Vitsika.
- Eutetramorium mocquerysi Emery 1899 — Мадагаскар
- Eutetramorium monticellii Emery 1899 — Коморы
- Eutetramorium parvum Bolton & Fisher, 2014 — Мадагаскар